# Pseudotriphyllus defoei
Pseudotriphyllus defoei är en skalbaggsart som beskrevs av Christopher E. Carlton och Richard Leschen 2009. Pseudotriphyllus defoei ingår i släktet Pseudotriphyllus och familjen vedsvampbaggar. Inga underarter finns listade i Catalogue of Life.